# Delta Force (Computerspielreihe)
Delta Force ist eine Computerspiel-Serie des Ego-Shooter-Genres. Entwickler und Herausgeber war die amerikanische Firma NovaLogic.
Der erste Teil wurde für den PC am 1. November 1998 veröffentlicht.

## Spielinhalt
Als Angehöriger der Delta Force muss der Spieler militärische Operationen in verschiedenen, weltweit verteilten Krisengebieten ausführen. Der Spieler muss terroristischen Vereinigungen das Handwerk legen und dazu Ausbildungslager und Konvois angreifen, Geiseln befreien, verbündeten Einheiten helfen und auch Anführer festnehmen.
Der größte Teil des Spiels ereignet sich unter freiem Himmel. Zu Fuß durchwandert der Spieler meist hügelige Landschaften und orientiert sich an über GPS angezeigten Wegpunkten. Mit Waffengewalt muss der Spieler unterwegs allerhand feindliche Soldaten und Fahrzeuge ausschalten. Vor dem Spiel kann sich der Spieler seine Ausrüstung selbst zusammenstellen. Gelegentlich operiert der Spieler gemeinsam mit verbündeten Soldaten.
Den Einsatzort erreicht der Spieler per Hubschrauber, Fallschirm oder Schlauchboot. In späteren Teilen darf der Spieler auch Fahrzeuge und MG-Stellungen bedienen.
Der Verpackung des Originalspiels von 1998 lag ein Kontaktschreiben mit Werbung der US-Army bei. Einige Formulierungen lassen auf eine Beteiligung des Verteidigungsministeriums der Vereinigten Staaten schließen. Dies wurde jedoch nicht bestätigt.

## Engine
Delta Force beruht auf der Voxel-Space-Engine, die seit den frühen 90er Jahren bei vielen Simulationen von NovaLogic eingesetzt wurde. Sie bietet durch Voxel-Darstellung hohe Sichtweiten und realistische Landschaftsgrafik.

## Teile der Serie

### Delta Force (1998)
Teil eins erschien am 1. November 1998 und führte den Spieler nach Peru, Tschad, Indonesien, Usbekistan und Nowaja Semlja. Das damals neuartige Konzept eines Taktik-Shooters konnte die Kritiker begeistern, die für Ego-Shooter eher ungeeignete Voxel-Engine löste jedoch eher Kopfschütteln aus und konnte mit den damaligen Spitzen-Engines (Quake, Unreal) nicht mithalten. Als einziger Titel der Serie erhielt er die Einstufung „nicht geeignet unter 18 Jahren“ von der USK. Nach Inkrafttreten des Jugendschutzgesetzes zum 1. April 2003 wurde der Titel mit „kein Kennzeichen“ geführt, was jedoch alle derart eingestuften oder indizierten Spiele mit Kennzeichnung betrifft. Der Titel wurde aber später wiederum mit dem Kennzeichen „Keine Jugendfreigabe“ versehen für die Green-Pepper-Release und später mit „ab 16 Jahren“ für die Fassung, die mit dem Delta Force 10th Anniversary Edition geliefert wurde.

### Delta Force 2 (1999)
Der zweite Teil erschien weniger als ein Jahr nach dem ersten und bot in technischer Hinsicht gewisse Neuerungen. So konnte die Grafik nun auch von der Grafikhardware nachbearbeitet werden, was die Bildqualität durch bilineares Filtern aber nur geringfügig verbesserte und darüber hinaus sogar noch langsamer war.
Spielerisch blieb bei diesem Teil alles beim Alten. Eine zusätzliche spielerische Komponente kam allerdings durch die grafische Realisierung von hohem Gras hinzu.

### Delta Force: Land Warrior (2000)
Nach nur zwei Jahren war die Grafikengine so weit gediehen, dass sie nun komplett über die Grafikhardware berechnet werden konnte und damit den Entwicklungen moderner Technik Rechnung tragen konnte.
Auch in spielerischer Hinsicht änderte sich das Konzept. Im Rahmen des damals neu vorgestellten Land-Warrior-Konzepts der US Army griff dieses Spiel modernere Entwicklungen in Hinblick auf Waffentechnik und Spielszenario auf. So waren moderne Waffen (OICW, HK G11, MM-1) verfügbar, und darüber hinaus waren die Levels abwechslungsreich über die ganze Welt verteilt, um – in naher Zukunft angesiedelt – den Kampf gegen eine fiktive globale Terrororganisation zu schildern. Stationen des Kampfes waren u. a. Ägypten, Indonesien, Japan und sogar die Schweiz und New Mexico.

### Delta Force: Urban Warfare (2002)
Dieser Titel des britischen Entwicklers Rebellion erschien im Jahr 2002 ausschließlich für PlayStation. Wie der Titel schon andeutet, spielt sich das Geschehen hauptsächlich inmitten dichter Bebauung ab. Im Gegensatz zu seinen Vorgängern bettet das Spiel seine Missionen in eine über Videosequenzen erzählte Rahmenhandlung ein.

### Delta Force: Task Force Dagger (2002)
Task Force Dagger stellt ein technisches Spin-off von Land Warrior dar und wird häufig als schwächster Teil der Serie bezeichnet. Neben dem aktuellen, im Krieg in Afghanistan angesiedelten Szenario wurden vor allem die damit einhergehenden einfallslosen Missionen und die kärgliche Ausstattung der Levels kritisiert.

### Delta Force: Black Hawk Down (2003)
Mit einer komplett neuen Engine konnte Black Hawk Down schon ein Jahr später die Kritiker wieder versöhnen. Wie schon der Titel andeutet, ist das Spiel ähnlich Ridley Scotts gleichnamigem Film im Somalia-Konflikt des Jahres 1993 angesiedelt. Damit einhergehend beschränkte sich die Levelauswahl zwar nur auf den Stadtbereich von Mogadischu, jedoch konnten die Entwickler den Charakter der Straßenkämpfe gut umsetzen.
2004 erschien ein Add-on mit dem Titel Team Sabre. Hierbei kamen neben weiteren Waffen, wie dem Heckler & Koch G3 und G36, zwei weitere Kampagnen hinzu, welche im Iran und Kolumbien angesiedelt sind. 2005 wurde der Titel auch für die PlayStation 2 und die Xbox umgesetzt.

### Delta Force: Xtreme (2005)
Nachdem NovaLogic in der Zwischenzeit an dem Mehrspieler-Shooter Joint Operations gearbeitet hatte, erschien im Jahr 2005 mit Delta Force Xtreme eine Neuauflage des Originalspiels von 1998. Diese bot vor allem eine technische Überarbeitung und gab den Spielinhalt des Originals mittels der bei Joint Operations und Black Hawk Down verwendeten Engine wieder. Zwar wurden die Missionen durch kontrollierbare Fahrzeuge aufgewertet, die Kampagnen in Indonesien und Usbekistan entfielen allerdings.

### Delta Force: Xtreme 2 (2009)
Delta Force Xtreme 2 ist der aktuelle Teil der Delta-Force-Reihe. Neben zwei Einzelspieler-Kampagnen, die auch im Coop-Modus spielbar sind, ist das Herzstück von Delta Force Xtreme 2 der umfangreiche Mehrspieler-Modus.
Es gibt 44 Mehrspieler-Karten und 5 verschiedene Mehrspieler-Modi: Deathmatch, Team Deathmatch, Team King of the Hill, Flagball und Capture the Flag sowie einen Karten-Editor.

### Delta Force: Angel Falls
Nach langer Abstinenz meldeten sich NovaLogic in der Nacht vom 9. Februar 2008 auf den 10. Februar 2008 zurück. Beim Aufrufen der Herstellerseite erschien ein für wenige Sekunden sichtbares Teaserposter mit der typischen Gestaltung der schon bekannten Cover der Delta-Force-Reihe. Als Titel konnte man „Delta Force: Black Ops 2008“ lesen. Der Titel änderte sich in nur wenigen Stunden in „Delta Force: Angel Falls 2008“. Dann am 6. März 2008 erschien wieder ein neues Teaserposter auf der Herstellerseite Novalogic.com. Dieses trägt den Namen „Delta Force: Cuba“. Die Jahreszahl der Erscheinung fehlt. Nur kurze Zeit später war wieder das alte Teaserposter „Delta Force: Angel Falls“ zu sehen.
Außer diesem Teaserposter und dem Suchen von geeigneten Mitarbeitern seitens NovaLogic ist nichts weiter bekannt. Im Oktober 2007 tauchten Screenshots zu dem Spiel auf, die aber nicht zweifelsfrei NovaLogic zugeordnet werden konnten.
Es tauchten zwar einige Bilder mit dem typischen NovaLogic-Objekten aus älteren Spielen auf, jedoch stellen diese kein offizielles Material dar. Mike Harding von NovaLogic stellte in einer Anfrage klar, dass es sich bei den Bildern um internes Research & Development-Material von dem neuen Titel handelt.
Das Spiel ist jedoch bisher nicht erschienen.
Die Delta-Force-Reihe genießt einen hohen Bekanntheitsgrad unter den Fans von Mehrspieler-Shootern und es werden auch weiterhin dedizierte Server angeboten.

### Delta Force (2025)
Im Dezember 2024 ging das auf einer Unreal Engine 4 basierende Delta Force in den Early Access. Seit dem 21. Februar 2025 ist die Einzelspielerkampagne „Black Hawk Down“ auf PC spielbar. Ein finales Releasedatum wurde noch nicht genannt.